# سكرة (حمص)
سكرة قرية في محافظة حمص في سورية. تقع على بعد حوالي 12 كم إلى الشرق من وسط مدينة حمص.
القرية بقت في الحرب منطقة امنة بسبب وجهاء المنطقة الذين ساهمو من اجل امان المنطقة